# Augustenburg

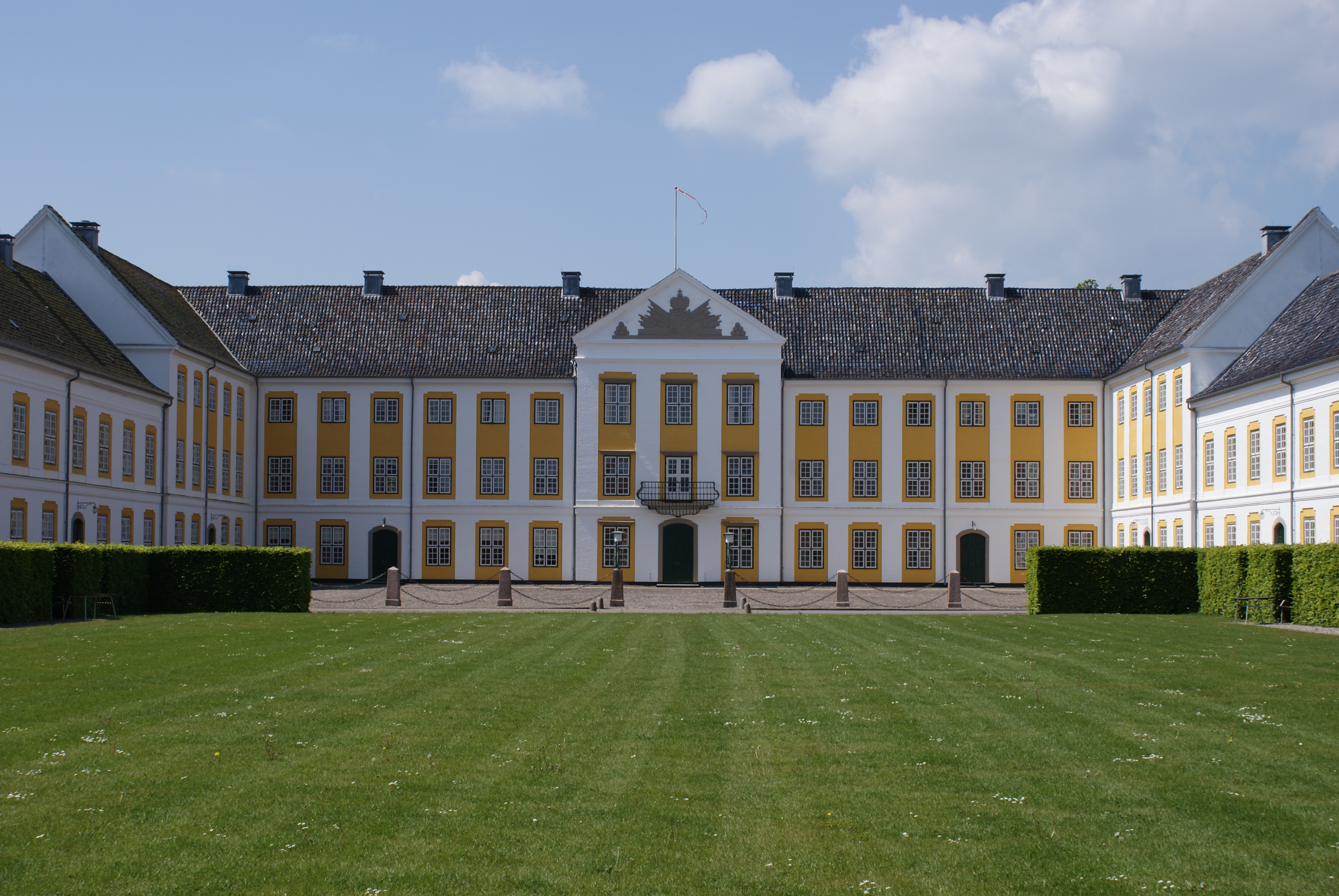
Augustenborgs slott

Huset Augustenburg (tysk stavning) eller Augustenborg (dansk stavning) är en numera utslocknad hertigsläkt, som utgjorde en sidogren av huset Oldenburg, det danska kungahuset. Släkten härstammar från Kristian III:s yngre son, hertig Hans den yngre (1545-1622), vars sonson Ernst Günther av Holstein-Augustenburg (1609-1689) lät bygga Augustenborgs slott (namngivet efter hans hustru Augusta av Glücksburg) varefter släktlinjen fick namnet Slesvig-Holstein-Sønderborg-Augustenborg.
Ernst Günther yngste son, Fredrik Wilhelm av Augustenburg var gift med Sofia Amalia Ahlefeldt, dotter till danske storkanslern Fredrik Ahlefeldt. Sonsonen Fredrik Kristian av Holstein-Augustenburg (1721-1794) var gift med Charlotta Amalia av Holstein-Ploen, dotter till den siste hertigen av den holstein-ploenska släktlinjen, och de fick tre söner: Fredrik Kristian II av Holstein-Augustenburg (1765-1814), Fredrik Karl Emil (1767-1841) och Kristian August av Holstein-Sonderburg-Augustenburg (1768-1810) , svensk tronföljare under namnet prins Karl August). 
Den andre sonen i ordningen, Fredrik Karl Emil, var gift med en dansk fröken Scheel och hade en son, Voldemar (1810-1871), som var preussisk general. Den äldste brodern, Fredrik Kristian, var far till hertig Kristian av Holstein-Augustenborg (1798-1869), som gav anledning till schleswig-holsteinska kriget 1848, och till Fredrik, prins av Augustenburg eller av Noer, samt till en dotter, Karolina Amalia (1796-1881), gift 1815 med prins Kristian Fredrik senare Kristian VIII av Danmark.
Kristian fick sönerna Fredrik (1829-1880) och Kristian (1831-1917). Fredrik (senare Fredrik VIII Kristian av Holstein-Augustenburg), som 1856 gifte sig med Adelheid av Hohenlohe-Langenburg, dotter till furst Ernst av Hohenlohe-Langenburg, fick med henne en son och fyra döttrar. Sonen, Ernst Günther av Holstein-Augustenburg (1863-1921), blev 1885 av Preussen erkänd som hertig av Schleswig-Holstein och erhöll slottet Augustenborg samt gifte sig 1898 med Dorotea av Sachsen-Coburg. 
När den danske kungen Fredrik VII dog 1863 dog också huset Oldenburgs huvudlinje ut med honom; huset Augustenburg blev då den äldsta levande släktgrenen av huset Oldenburg, och huvudmannen för släkten Augustenburg blev också huvudman för huset Oldenburg.
Av döttrarna blev Auguste Viktoria av Schleswig-Holstein-Sonderburg-Augustenburg (1858-1921) år 1881 gift med den senare kejsaren Vilhelm II av Tyskland, Karolina Matilda av Holstein-Augustenburg, (1860-1932) blev 1885 gift med hertig Friedrich Ferdinand av Schleswig-Holstein-Sonderburg-Glücksburg (brorson till Kristian IX av Danmark), och Louise Sofie (1866-1952) år 1886 gift med prins Fredrik Leopold av Preussen (1865-1931).
Nämnde prins Kristian (1831-1917) gifte sig 1866 med drottning Viktorias dotter Helena av Storbritannien och vistades därefter vid det brittiska hovet. Hans syster Henriette (1833-1917) gifte sig 1872 med läkaren Friedrich von Esmarch (1823-1908], professor och medicinsk pionjär) i Kiel. 
Den siste innehavaren av titeln som hertig av Schleswig-Holstein blev Kristian och Helenas son, Albert av Schleswig-Holstein-Sönderburg-Augustenborg, som 1921 efterträdde sin ovannämnde kusin Ernst Günther. När Albert dog 1931 utan (legitima) barn som kunde efterträda honom, utslocknade huset Augustenburg. Huvudmannaskapet för ätten Oldenburg övergick till huvudmannen för släkten Glücksburg, som nu blev den äldsta släktgrenen av huset Oldenburg.

## Partiellt släktträd
- Kristian III av Danmark, 1503-1559, kung av Danmark 1534-1559
  - Hans d.y. av Sønderborg, 1545-1622, hertig av Slesvig-Holstein-Sönderborg
    - Alexander av Sonderburg, 1573-1627, hertig av Slesvig-Holstein-Sönderborg
      - Ernst Günther av Holstein-Augustenburg, 1609-1689, lät 1663 uppföra Augustenborgs slott
        - Fredrik Wilhelm av Augustenburg, 1668-1714
          - Kristian August av Augustenburg, 1696- 1754
            - Fredrik Kristian av Holstein-Augustenburg, 1721-1794
              - Fredrik Kristian II av Holstein-Augustenburg, 1765-1814
                - Kristian av Holstein-Augustenborg, 1798-1869, aktivt involverad i turerna som ledde till schleswig-holsteinska kriget 1848
                  - Fredrik VIII Kristian av Holstein-Augustenburg, 1829-1880, utropade sig 19 november 1863 till hertig Fredrik VIII av Schleswig-Holstein i upptakten till dansk-tyska kriget 1864
                    - Auguste Viktoria av Schleswig-Holstein-Sonderburg-Augustenburg, 1858-1921, gift med Vilhelm II av Tyskland; Tysklands kejsarinna och Preussens drottning 1888-1918
                    - Karolina Matilda av Holstein-Augustenburg 1860-1932, gift med Fredrik Ferdinand av Schleswig-Holstein-Sonderburg-Glücksburg, föräldrar till Carl XVI Gustafs mormor
                    - Ernst Günther av Holstein-Augustenburg, 1863-1921, hertig av Schleswig-Holstein 1880 (1885)-1921

                  - Fredrik Kristian av Augustenburg, 1831-1917, gift med Helena av Storbritannien; brittisk general
                    - Albert av Schleswig-Holstein-Sönderburg-Augustenborg, 1869-1931, siste hertigen av Schleswig-Holstein 1921-1931

                - Karolina Amalia av Augustenborg, 1796-1881, gift med Kristian VIII av Danmark; Danmarks drottning 1839-1848

              - Kristian August av Holstein-Sonderburg-Augustenburg, 1768-1810, svensk tronföljare under namnet prins Karl August